# NGC 7770
NGC 7770 ist eine Linsenförmige Galaxie mit ausgedehnten Sternentstehungsgebieten vom Hubble-Typ S0/a im Sternbild Pegasus am Nordsternhimmel. Sie ist schätzungsweise 191 Millionen Lichtjahre von der Milchstraße entfernt und hat einen Durchmesser von etwa 40.000 Lichtjahren. Die Galaxie interagiert mit ihrem größeren Nachbarn NGC 7771 und bildet gemeinsam mit NGC 7769 das Galaxientrio Holm 820 oder KTG 82B und gilt als Mitglied der NGC 7771-Gruppe (LGG 483).
Das Objekt wurde am 5. November 1850 von dem Astronomen Bindon Blood Stoney entdeckt bzw. von William Parsons, dessen Assistent Stoney war.